# Lonchoptera cingulata
Espèce
Lonchoptera cingulata est une espèce de diptères de la famille des Lonchopteridae.